# Бискэ, Галина Сергеевна
Галина Сергеевна Би́скэ (в дев. Малыгина; 25 февраля [10 марта] 1917, Сестрорецк, Петроградская губерния — 5 октября 2005, Петрозаводск) — советский геолог и геоморфолог, исследователь четвертичной геологии Карелии, Заслуженный деятель науки Карельской АССР, первая женщина доктор наук в Карелии.

## Биография
Родилась 25 февраля (10 марта) 1917 года в городе Сестрорецке, Петроградской губернии, Российская империя.
В 1939 году окончила геолого-почвенный факультет Ленинградского государственного университета.
Во время войны работала в Уральской алмазной экспедиции Треста «СПЕЦГЕО» Комитета по делам геологии при СНК СССР (1941—1944).
В 1945—1947 годах — начальник Туломозерской экспедиции (Карелия) от ВСЕГЕИ.
C 1947 года работала младшим научным сотрудником сектора геологии Карело-Финской базы АН СССР, c 1960 года Карельский филиал АН СССР (ныне Карельский научный центр РАН). Была учёным секретарем Президиума Карельского филиала АН СССР
В 1956 году получила учёное звание Старший научный сотрудник.
Возглавляла группу четвертичников созданную для составления карты четвертичных отложений и геоморфологии Западной Карелии.
В 1959 году опубликовала сводку по четвертичной геологии и геоморфологии Карелии.
1960 году защитила докторскую диссертацию на тему «Четвертичные отложения и геоморфология Карелии», была первой женщиной — доктором наук в Карелии.
Активно боролась с планами поворота северных рек на юг.
Автор научных и научно-популярных трудов по геологии, геоморфологии и палеогеографии Карелии, соавтор Всесоюзных карт по четвертичной геологии, неотектонике, геоморфологии и поверхностям выравнивания.
Скончалась 5 октября 2005 года в городе Петрозаводске, похоронена в посёлке Матросы.

## Семья
- Сын — Георгий — геолог-тектонист[5].

## Награды и премии
- Заслуженный деятель науки Карельской АССР
- Орден «Знак Почёта»

## Память
- В марте 2017 года состоялась Научная сессия, посвященная 100-летию со дня рождения Галины Сергеевны Бискэ «Современные проблемы четвертичной геологии и географии Северо-запада Европейской части России и сопредельных стран».
- В марте 2007 года состоялся Семинар «География и геология Карелии», посвященный 90-летию заслуженного деятеля науки Республики Карелия д.г.н. Г. С. Бискэ".